# William Zeckendorf
Pour les articles homonymes, voir Zeckendorf.
Salvador William Zeckendorf (né le 30 juin 1905 à Paris, Illinois, et décédé le 30 septembre 1976 à New York) est un promoteur immobilier américain.

## Biographie
Arrivés avec la vague d'émigrés du nord de l'Europe en 1870, les grands parents Zeckendorf, originaires d'Allemagne, s'installèrent dans l'Ouest. Le grand-père Zeckendorf aurait été directeur d'un des tout premiers journaux américains (The Weekly Arizonan), fabricant de chaussures, cow-boy, commerçant florissant qui imprimait sa propre monnaie (The Zeckendorf Dollar indexé sur le dollar national) pour finir propriétaire d'une mine de cuivre. 
Arrivé à New York à trois ans, William Zeckendorf fit ses études à la DeWitt Clinton High School du Bronx puis pendant trois ans à l'Université de New York. En 1925, son oncle, Samuel Borchard, le recruta dans son entreprise immobilière. Avant de partir pour un voyage, Bochard demanda à William Zeckendorf de trouver des locataires pour un immeuble tout juste acquis, au numéro 32 sur Broadway. Les sources divergent alors : selon certaines[Lesquelles ?], il n'aurait trouvé que deux locataires, ce qui aurait déplu à son oncle et entraîné sa démission ; selon d'autres[Lesquelles ?], il aurait atteint ses objectifs,.
William Zeckendorf entra alors chez le courtier Leonard S. Gans puis en 1938 chez Webb and Knapp, en tant que vice président, une autre firme de courtage immobilier.
Il en prit le contrôle en 1949 et en fit une des plus importantes firmes de promotion immobilière de l'histoire américaine.[réf. nécessaire] Après d'importantes pertes à partir de 1962 dues à un endettement excessif, Zeckendorf dut démissionner au milieu de 1963 et l'entreprise fit faillite en 1965.
Il fit construire la quasi-intégralité du projet de la cité X qui allait devenir - après maints bouleversements - la cité des Nations unies, le Roosevelt Fields dans Long Island dont il fit un centre commercial, le développement de Park West Village et la conception de Kips Bay. Au-delà, Zeckendorf avait projeté de transformer Staten Island en immense port et de donner à New York un quatrième aéroport conquis sur l'Hudson River.
Il proposa à I. M. Pei la réalisation du « bureau - igloo » en teck chez Webb and Knapp.
À Montréal, Zeckendorf est à l'origine du vaste projet de Place Ville-Marie qui, au tournant des années 1960, a lancé le renouveau du centre-ville montréalais.
D'autres importants développements immobiliers de Zeckendorf incluent :
- Century City à Los Angeles
- The Mile High Center à Denver
- L'Enfant Plaza à Washington, DC
- Flemingdon Park à Toronto (en partie)

## Sources
(août 2018).
- The Real Deal: "Zeckendorf: Revisiting the legacy of a master builder" By Alison Gregor 4 novembre 2007.
- Michael Sterne, « William Zeckendorf, Real Estate Developer, 71 , Dies », sur New York Times, 2 octobre 1976